# Pfarrkirche Salzburg-Aigen

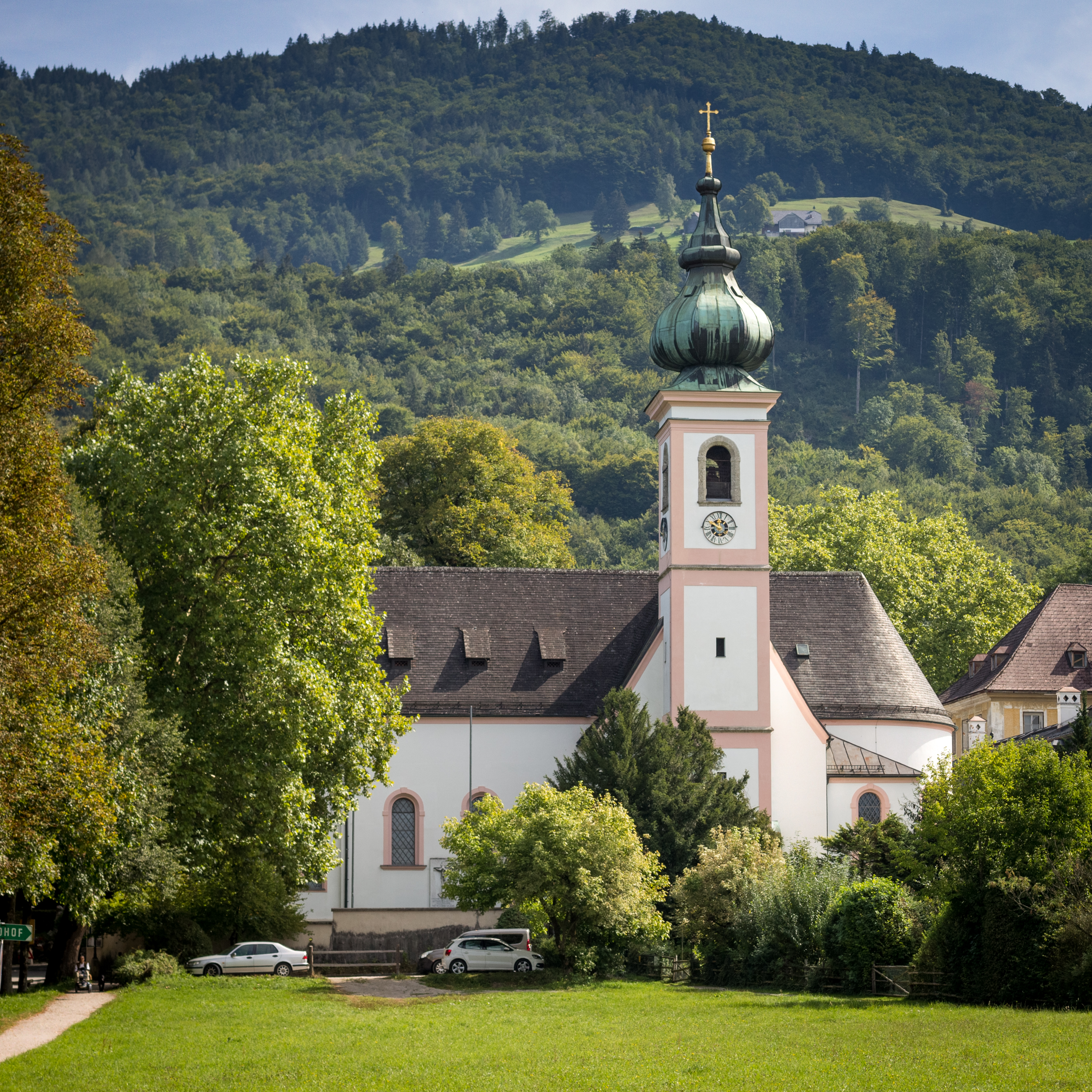
Katholische Pfarrkirche Johannes der Täufer in Aigen

Die Pfarrkirche Salzburg-Aigen steht in der Graf-Revertera-Allee neben dem Schloss Aigen im Stadtteil Aigen in der Stadtgemeinde Salzburg. Die auf das Patrozinium Johannes der Täufer geweihte römisch-katholische Pfarrkirche gehört zum Stadtdekanat Salzburg der Erzdiözese Salzburg. Die Kirche steht unter Denkmalschutz (Listeneintrag).

## Geschichte
Urkundlich wurde 1411 eine Kirche genannt. Seit 1699 Kuratie, wurde die Kirche 1852 zur Pfarrkirche erhoben.
1689 war ein Umbau oder Neubau der Kirche. 1909/1911 wurde die Kirche nach den Plänen des Architekten und Baumeisters Franz Wagner erweitert. Die Kirche wurde 1969 restauriert.

## Architektur
Die Kirche ist von einer niedrigen Mauer des ehemaligen Friedhofs umgeben.
Der barocke Saalbau aus dem späten 17. Jahrhundert ist mit dem gleich breiten und gleich hohen Erweiterungsbau kreuzförmig durchschnitten, die querschiffartige Erweiterung hat im Osten eine analoge Rundapsis in der Größe des Altbaues. Der Westturm aus 1689 wurde in die ursprüngliche Fassade teils eingezogen und ist mit Kaffgesimsen dreigeschoßig gegliedert und trägt einen Zwiebelhelm, die rundbogigen Schallfenster mit abgefasten Gewände und gebänderten Kämpfer- und Keilsteinen. Das Turmportal hat einen Volutenkeilstein.

## Ausstattung
Die neobarocken Altäre um 1900 entstanden nach Entwürfen des Architekten Karl Pirich.
Die Orgel baute Dreher und Reinisch (1956). 2003 wurde von Gaston Kern eine neue Orgel mit 22 Registern nach dem Vorbild von Johann Andreas Silbermann aus dem 18. Jahrhundert eingebaut.